# Rory Young

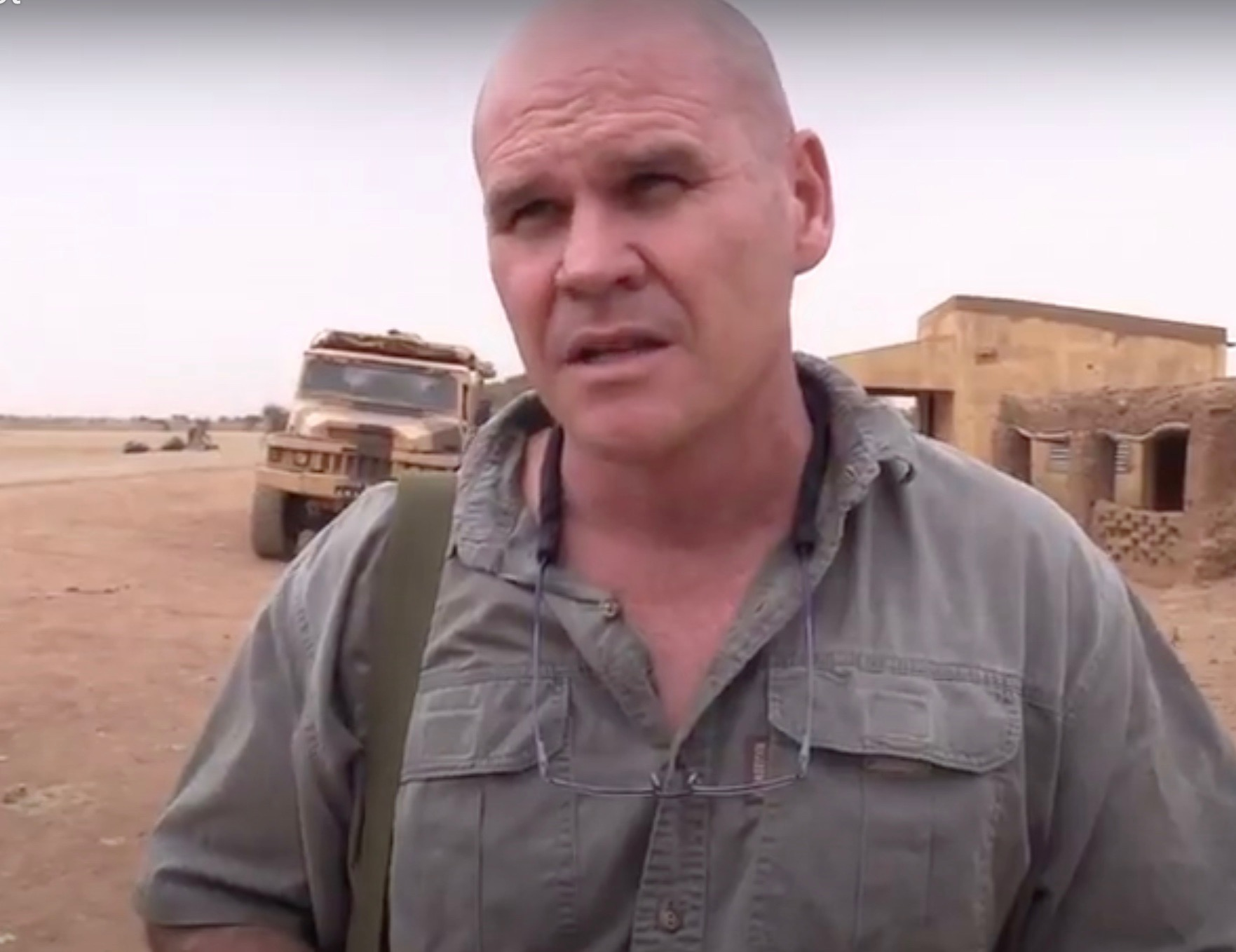
Rory Young in Mali zum Schutz von Wüstenelefanten, 2017

Rory Young (* 21. Mai 1972 in Sambia; † 26. April 2021 bei Natiaboani, Provinz Gourma, Burkina Faso) war ein irischer Wildtierschützer und Anti-Poaching-Stratege. Er war Präsident und Mitbegründer der Anti-Wilderei-Organisation Chengeta Wildlife, die in ganz Afrika aktiv ist. Er wurde zusammen mit dem spanischen Journalisten David Beriáin und dem Dokumentarfilmer Roberto Fraile im westafrikanischen Burkina Faso von Jihadisten getötet, als er an einer Dokumentation über sein Schaffen in Afrika arbeitete. Die terroristische Vereinigung JNIM bekannte sich zu dem Anschlag.

## Leben
Rory Young wurde in Sambia als Sohn irischer Eltern geboren und wuchs dort sowie in Malawi auf, wo seine Eltern jeweils eine Farm bewirtschafteten. Schon als Junge war er sehr an heimischen Wildtieren interessiert, lernte im Busch zu überleben und wurde ein erfahrener Fährtenleser. Als Erwachsener wollte er sein Interesse an Wildtieren zum Beruf zu machen, war aber von der raschen Zunahme der professionellen Wilderei so angewidert, dass er sich entschied, dem Wildern entgegenzuwirken. Youngs Ansatz zum Anti-Poaching war innovativ und umfasste nicht nur die Verfolgung von Wilderern, sondern zugleich auch den Ausbau der jeweiligen Infrastrukturen sowie eine vielseitige Ausbildung der Ranger. Zusammen mit dem österreichischen privaten Sicherheits- und Militärunternehmer Günter Singer etablierte Young mobile Systeme des Anti-Poaching. Seine Methoden wurden von anderen übernommen und bewirkten Fortschritte in der Bekämpfung der Wilderei in ganz Afrika.

## Tod
Young war am 26. April 2021 zusammen mit Beriáin und Fraile in einem Konvoi mit Militärschutz unterwegs, als sie von etwa 30 schwerbewaffneten Jihadisten der al-Qaida-Splittergruppe JNIM überfallen wurden. Nach anfänglich erfolgreicher Abwehr der Attacke wurde der Konvoi überrannt und die drei Europäer versuchten in ihrem Fahrzeug zu flüchten. Es gelang ihnen zuerst sich zu verstecken, sie wurden aber nach einigen Stunden von den Terroristen gefunden und hingerichtet.